# Inhaler (banda)
Inhaler es una banda de rock irlandesa originaria de Dublín, Irlanda. La banda está formada por el vocalista y guitarrista Elijah Hewson, el bajista Robert Keating, el guitarrista Josh Jenkinson y el baterista Ryan McMahon. La banda estaba destinada al éxito en 2020 cuando se ubicó en el número 5 en la encuesta musical Sound of... de la BBC. Inhaler ha lanzado siete sencillos: "I Want You", "It Won’t Always Be Like This", "My Honest Face", "Ice Cream Sundae", "We Have to Move On", "Falling In" y más recientemente, "When It Breaks".

## Carrera

### 2015-2017: Primeros años
Formada originalmente durante el 2012 en St Andrews College en Blackrock, Dublín, la banda se decidió por el nombre Inhaler en 2015. Jenkinson se unió a la banda justo después de que se decidió el nombre de la banda.

### 2018 – presente: Debut
El grupo publicó por cuenta propia su sencillo debut "I Want You" en 2017. El sencillo apareció en Garageland Volume 1, lanzado el 14 de abril de 2017. A esto le siguieron tres sencillos más en 2019, concretamente: "It Won’t Always Be Like This", "My Honest Face", y "Ice Cream Sundae". Ocuparon el quinto lugar en la encuesta musical anual de la BBC, Sound of 2020. El 21 de enero de 2020, el grupo lanzó su cuarto sencillo titulado "We Have to Move On".
Durante sus giras entre 2019 y 2020, la banda lanzó un EP debut homónimo con los sencillos "It Won't Always Be Like This", "Oklahoma" (Late Night Version), "My Honest Face", y "There's No Other Place".
Para Record Store Day 2020, la banda lanzó sus sencillos como discos de vinilo de edición limitada.
La banda fue una de las ganadoras del Music Moves Europe Talent Award 2021 y también fue preseleccionada para MTV PUSH UK & IRE 2021.
El 17 de marzo de 2021, la banda lanzó un sencillo titulado "Cheer Up Baby" y anunció que su próximo álbum debut, It Wont Always Be Like This, se lanzará el 16 de julio de 2021.

## Miembros de la Banda
- Elijah Hewson (nacido el 17 de agosto de 1999) – voz principal y guitarra eléctrica
- Robert Keating (nacido el 19 de abril de 2000) – bajo eléctrico
- Josh Jenkinson (nacido el 8 de octubre de 1999) – guitarra eléctrica/acústica
- Ryan McMahon (nacido el 28 de agosto de 1999) – batería

Louis Lambert (teclados electrónicos y sintetizadores electrónicos) se une a la banda para presentaciones en vivo.

## Discografía

### Álbumes
| Año  | Título                         | Posiciones en las listas | Posiciones en las listas | Posiciones en las listas | Posiciones en las listas | Posiciones en las listas |
| Año  | Título                         | BEL                      | IRL                      | GER                      | NLD                      | UK                       |
| ---- | ------------------------------ | ------------------------ | ------------------------ | ------------------------ | ------------------------ | ------------------------ |
| 2021 | "It Won't Always Be Like This" | —                        | 1                        | 13                       | 7                        | 1                        |
| 2023 | "Cuts And Bruises"             | —                        | 1                        | 35                       | 5                        | 2                        |

|2025
! scope="row" |"Open Wide"
|—
|1
|35
|5
|2
|}

### Sencillos
| Año  | Título                                       | Posiciones en las listas | Posiciones en las listas | Posiciones en las listas | Álbum/EP                     |
| Año  | Título                                       | BEL                      | US Alt.                  | US AAA                   | Álbum/EP                     |
| ---- | -------------------------------------------- | ------------------------ | ------------------------ | ------------------------ | ---------------------------- |
| 2018 | "I Want You"                                 | —                        | —                        | —                        | Sencillo sin álbum           |
| 2019 | "It Won't Always Be Like This"               | —                        | —                        | —                        | It Won't Always Be Like This |
| 2019 | "My Honest Face"                             | 24                       | —                        | —                        | It Won't Always Be Like This |
| 2019 | "Ice Cream Sundae"                           | 15                       | —                        | —                        | Sencillo sin álbum           |
| 2020 | "We Have to Move On"                         | 37                       | —                        | —                        | Sencillo sin álbum           |
| 2020 | "Falling In"                                 | —                        | —                        | —                        | Sencillo sin álbum           |
| 2020 | "When It Breaks"                             | 33                       | —                        | —                        | It Won't Always Be Like This |
| 2021 | "Cheer Up Baby"                              | 13                       | 33                       | 14                       | It Won't Always Be Like This |
| 2021 | "Who's Your Money On (Plastic House)"        | —                        |                          |                          |                              |
| 2021 | "It Won't Always Be Like This (Re-Recorded)" | —                        |                          |                          |                              |
| 2021 | "Totally"                                    | —                        |                          |                          |                              |
| 2022 | "These Are The Days"                         | —                        | —                        | 15                       | Cuts And Bruises             |
| 2022 | "Love Will Get You There"                    | —                        | 34                       | —                        | Cuts And Bruises             |
| 2022 | "If You're Gonna Break My Heart"             | —                        | —                        | —                        | Cuts And Bruises             |

## Premios y nominaciones
| Año  | Organización | Premio        | Resultado | Ref.  |
| ---- | ------------ | ------------- | --------- | ----- |
| 2020 | NME          | The NME 100   | Incluido  | [ 3 ] |
| 2020 | BBC          | Sound of 2020 | 5.º.      |       |